# 東川口駅
東川口駅（ひがしかわぐちえき）は、埼玉県川口市にある、東日本旅客鉄道（JR東日本）・埼玉高速鉄道の駅である。
JR東日本の駅は戸塚一丁目に、埼玉高速鉄道の駅は東川口一丁目に所在する。

## 乗り入れ路線
- 東日本旅客鉄道（JR東日本）
  -  武蔵野線 - 武蔵野線の列車のほか、西船橋駅から京葉線に乗り入れる列車も停車する。駅番号は「JM 23」。
- 埼玉高速鉄道
  -  埼玉高速鉄道線（埼玉スタジアム線） - 東京メトロ南北線、東急電鉄、相模鉄道との4社直通運転を行っている。駅番号は「SR 25」。

## 歴史
- 1973年（昭和48年）4月1日：日本国有鉄道（国鉄）の駅が開業[2][3]。開業当初に自動改集札機が試験設置された12駅の一つ[2]。業務委託駅[2]。開業前の仮称は、それ以前の旧村名である美園村や、浦和市下での地区名である「美園」（みその）だった[4]。
- 1987年（昭和62年）4月1日：国鉄分割民営化に伴い、国鉄の駅は東日本旅客鉄道（JR東日本）の駅となる[3]。
- 1992年（平成4年）11月1日：みどりの窓口営業開始。
- 2001年（平成13年）
  - 3月28日：埼玉高速鉄道の駅が開業。
  - 11月18日：JR東日本でICカード「Suica」の利用が可能となる[広報 1]。
- 2007年（平成19年）3月18日：埼玉高速鉄道でICカード「PASMO」の利用が可能となる[5]。
- 2016年（平成28年）5月6日：埼玉高速鉄道の駅に副駅名「ピュアヴィレッジ東川口　最寄駅」を設定[6]。
- 2022年（令和4年）
  - 7月22日：みどりの窓口の営業を終了[7][8]。
  - 8月1日：JR東日本の駅が被管理駅化[9]。

## 駅構造

### JR東日本
島式ホーム1面2線を有する高架駅である。駅本屋の施工は飛島建設。南越谷駅管理の直営駅。指定席券売機、自動改札機設置。
2010年から2011年にかけてバリアフリー対応工事が実施され、エレベーターと多機能トイレの新設や中2階への階段の増設が行われた。工事完了後、駅舎は南口側に新築移転した。
2013年11月10日から2014年1月10日まで発車メロディーは「川口市民歌」を使用していた。2018年11月1日から11月30日までは、同年4月に川口市が中核市へ移行したPRのために1番線は「川口市民歌」、2番線は「元気川口・御成道サンバ」を使用していた。

#### のりば
| 番線 | 路線     | 方向 | 行先                           |
| ---- | -------- | ---- | ------------------------------ |
| 1    | 武蔵野線 | 上り | 南浦和・西国分寺・府中本町方面 |
| 2    | 武蔵野線 | 下り | 新松戸・西船橋・東京方面       |

（出典：JR東日本:駅構内図）

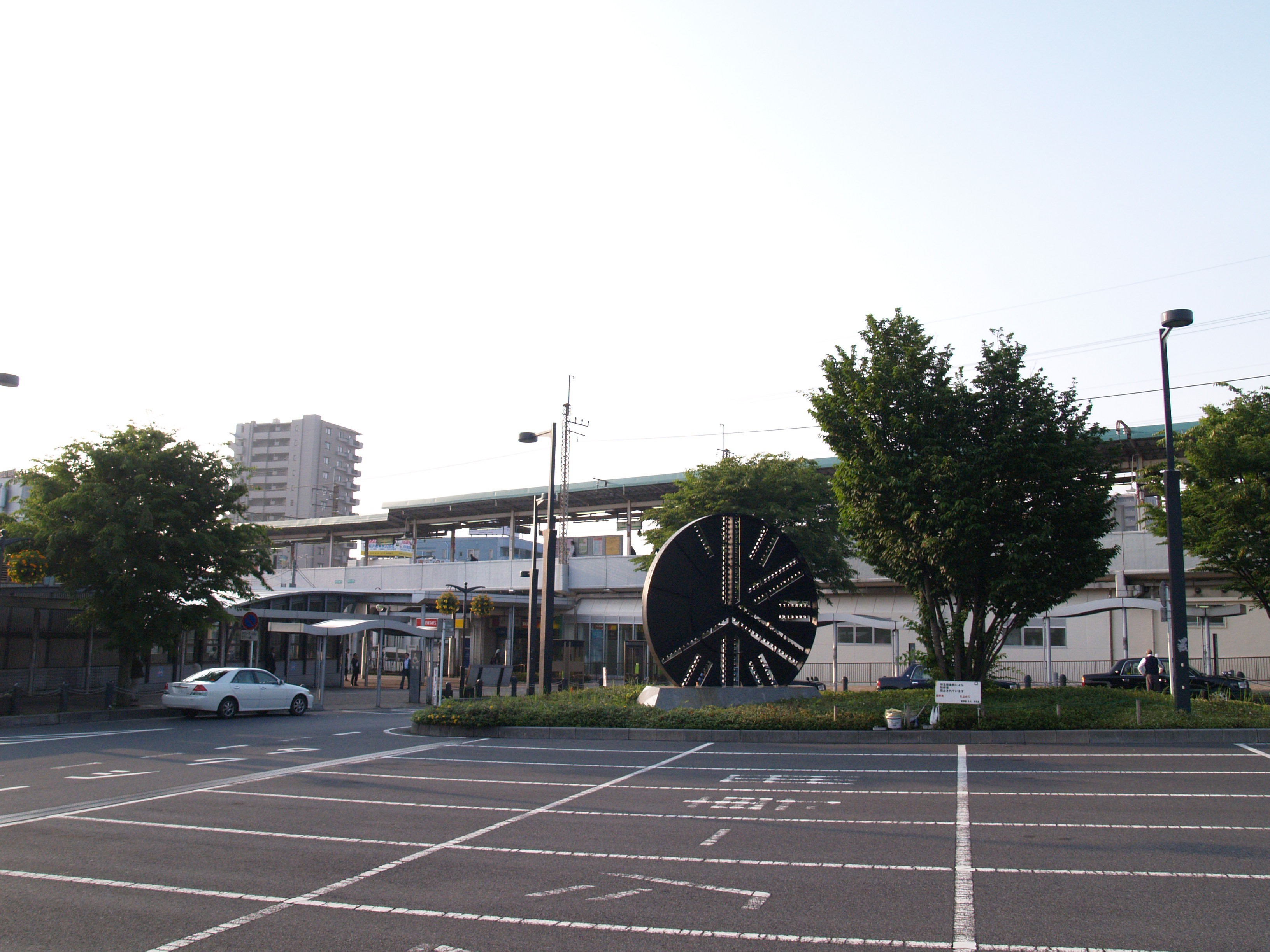
北口（2012年6月）
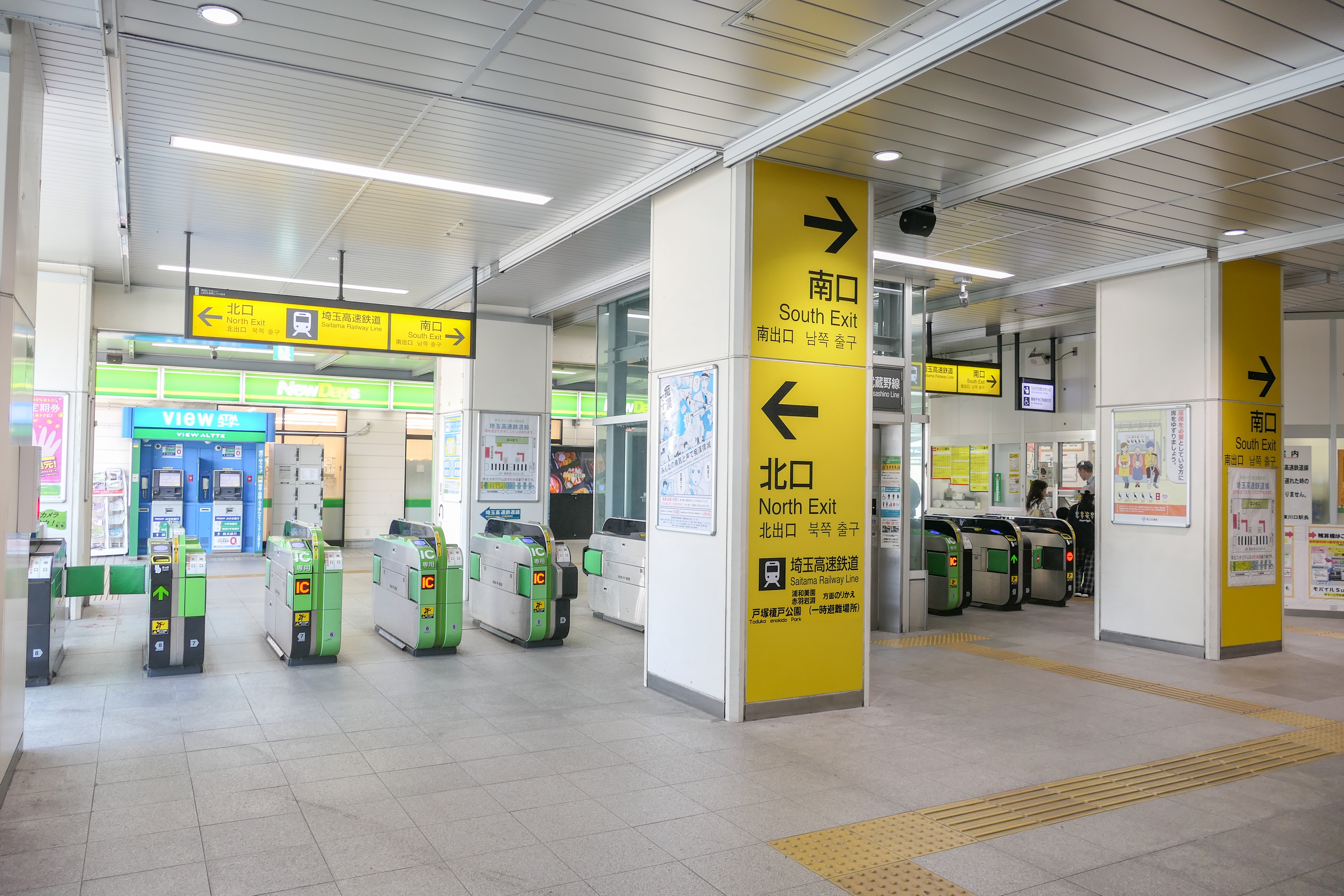
改札口（2024年4月）
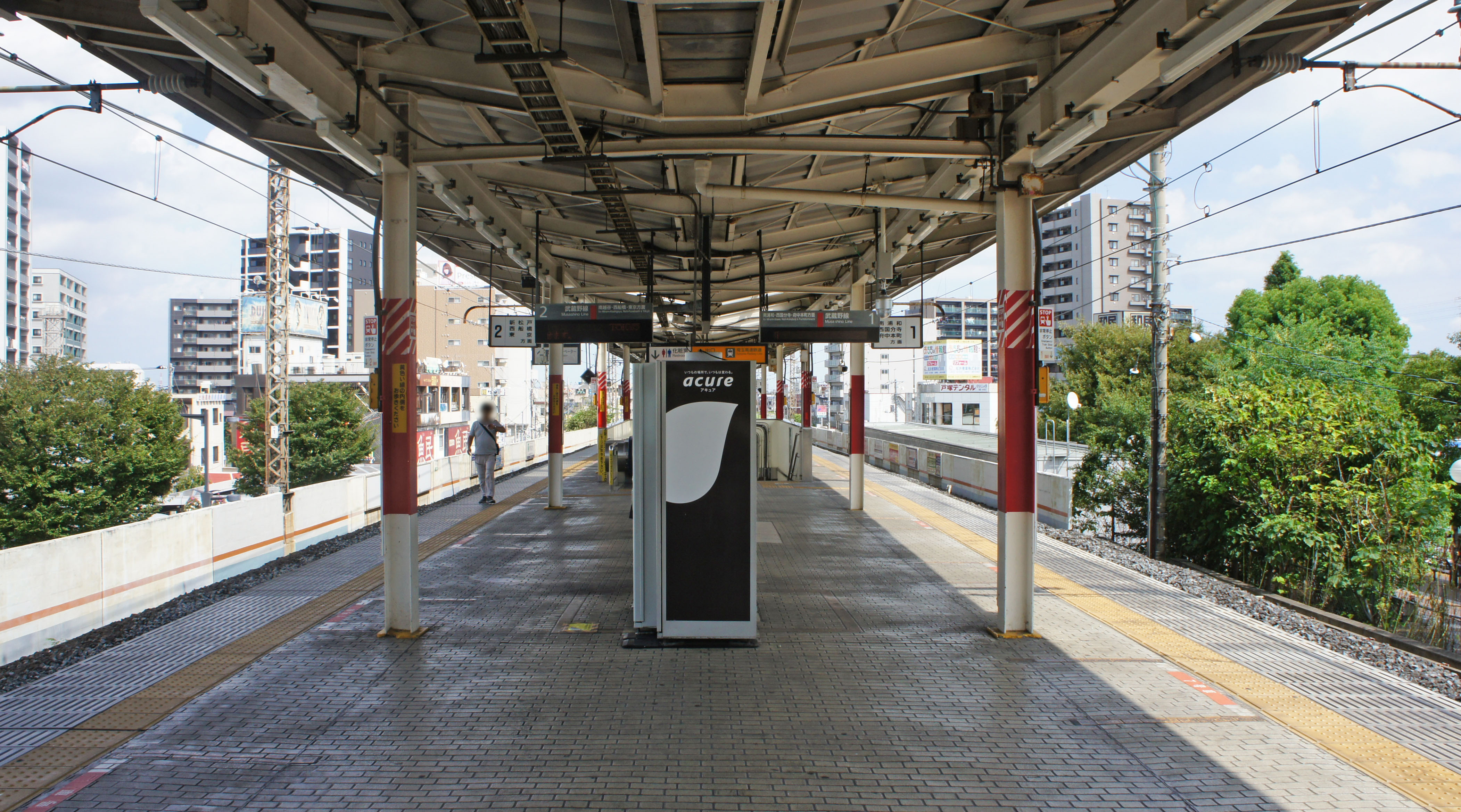
ホーム（2019年9月）

### 埼玉高速鉄道
島式ホーム1面2線を有する地下駅。ホームドアを装備している。自動改札機設置。開業当初は定期券売り場があったが、後に駅事務所内へ統合された。空いたスペースはテナントとなり、デイリーヤマザキが入居している。
2018年現在、東京地下鉄（東京メトロ）南北線と直通運転を行っている赤羽岩淵駅を除けば、埼玉スタジアム線内では唯一の乗換駅である。ステーションカラーはオレンジ。
現行ダイヤにおいて当駅始発・終着列車の設定はないが、開業から2002年11月28日までは、深夜時間帯に当駅終着となる下り列車が設定されていた。

#### のりば
| 番線 | 路線           | 方向 | 行先         |
| ---- | -------------- | ---- | ------------ |
| 1    | 埼玉高速鉄道線 | 下り | 浦和美園方面 |
| 2    | 埼玉高速鉄道線 | 上り | 赤羽岩淵方面 |

（出典：埼玉高速鉄道:駅構内図）

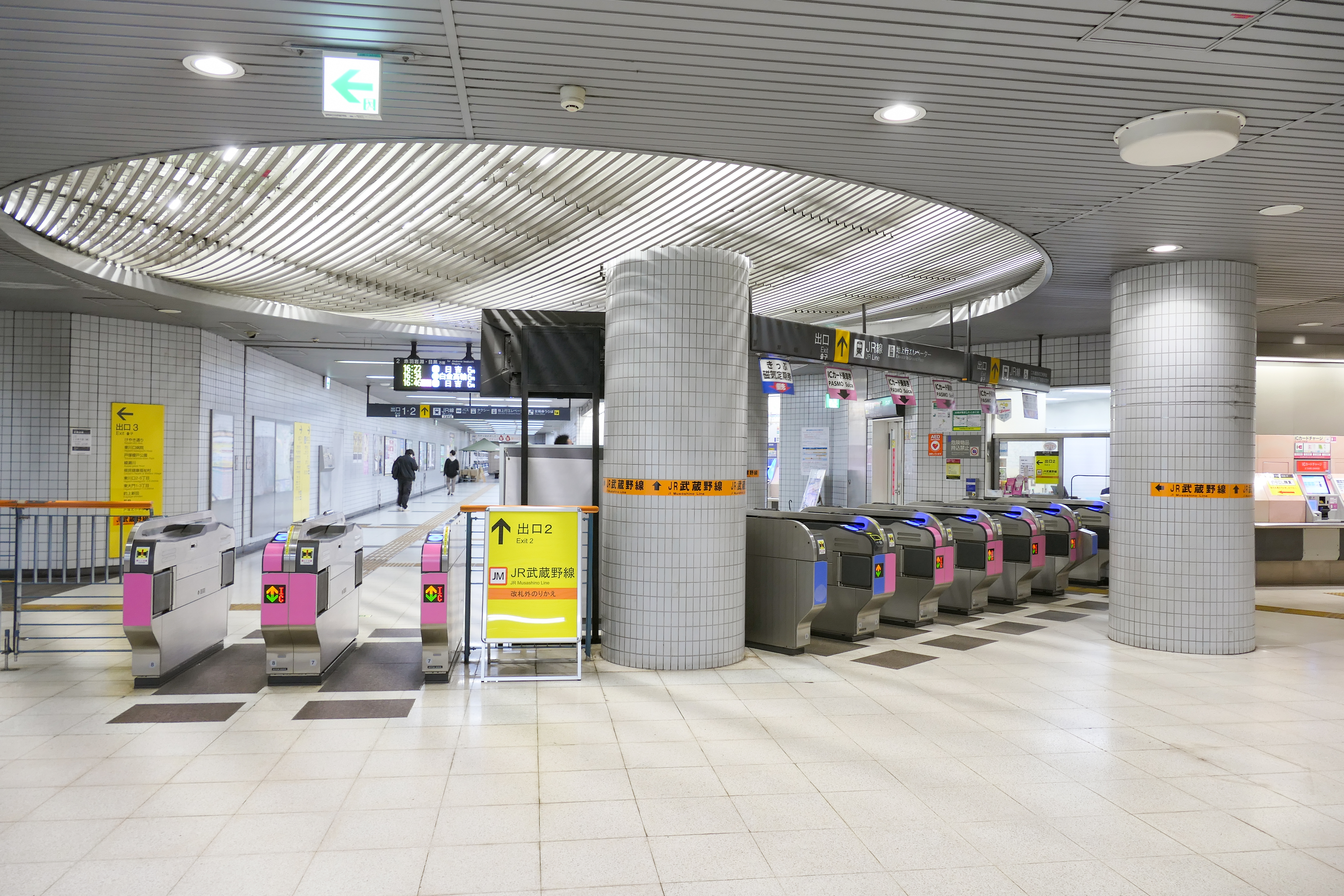
改札口（2022年12月）
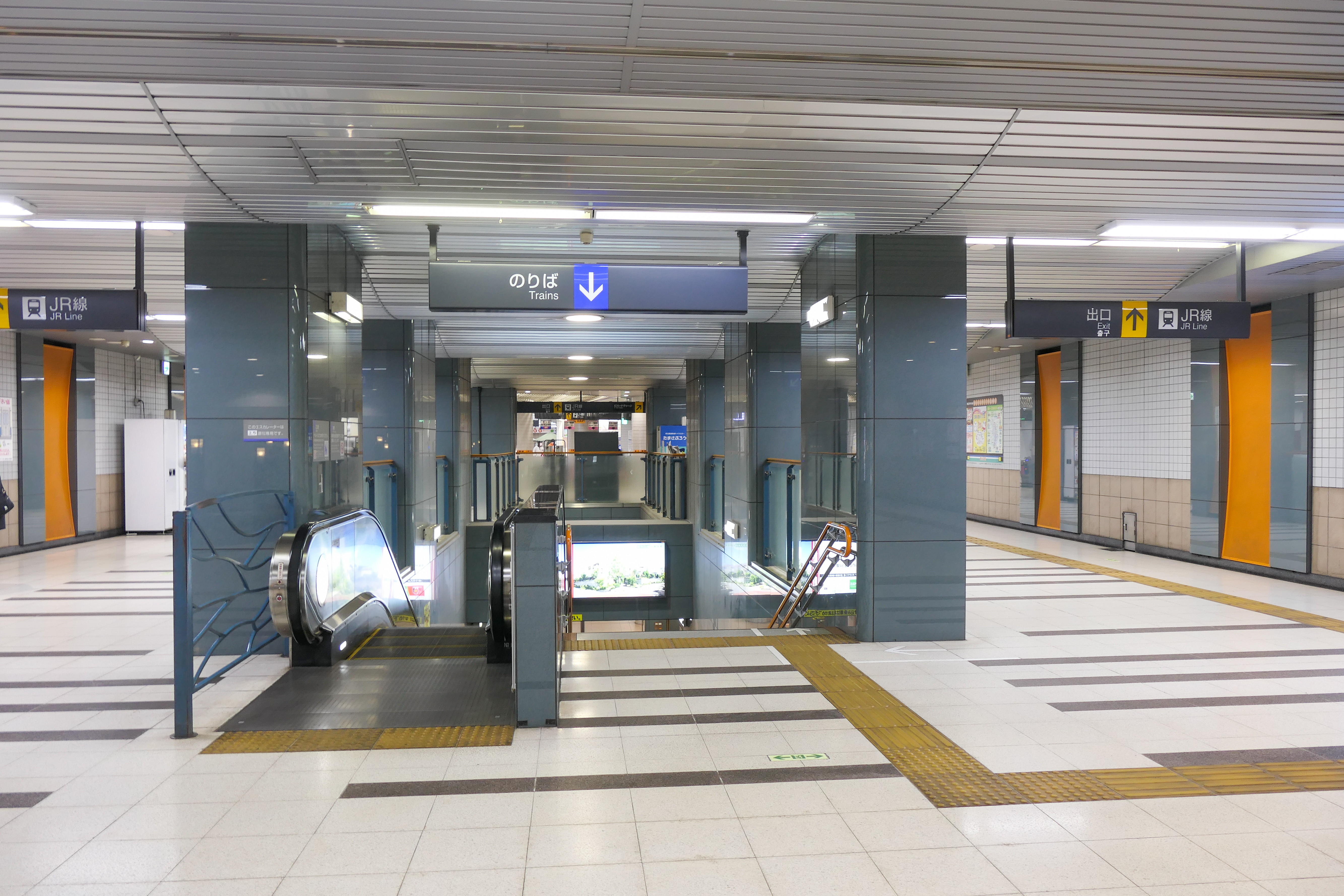
構内コンコース（2022年12月）
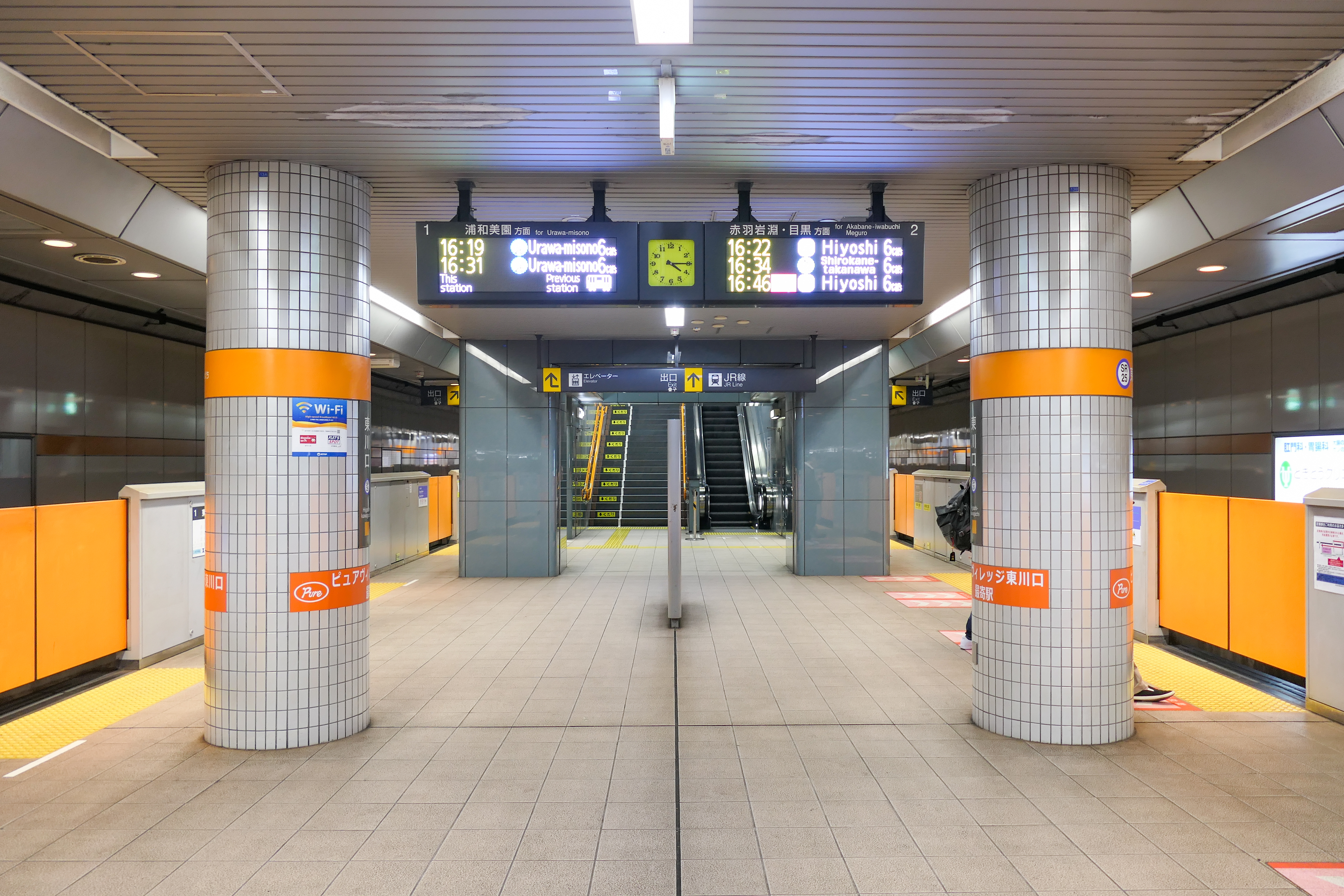
ホーム（2022年12月）

## 利用状況
- JR東日本 - 2023年度（令和5年度）の1日平均乗車人員は36,752人である[JR 1]。
武蔵野線内26駅中新秋津駅に次いで第7位。利用者は増加傾向にあり、2012年度（平成24年度）には30,000人を突破した。
- 埼玉高速鉄道 - 2024年度（令和6年度）の1日平均乗車人員は18,427人である[SR 1]。
埼玉高速鉄道線の途中駅では最も乗車人員が多く、同社での駅では赤羽岩淵駅に次いで第2位である。

埼玉スタジアム2002でのイベント開催時には乗換客が急増し（特に浦和レッドダイヤモンズのホームゲーム時やサッカー日本代表戦）、武蔵野線ホームは非常に混雑するため、安全確保のために入場制限が行われる場合がある。

### 年度別1日平均乗車人員（1980年 - 2000年）
1980年度（昭和55年度）以降の1日平均乗車人員の推移は下表のとおりである。開業以降の1日平均乗車人員の推移は下表のとおりである。年度全体の乗車人員を365（閏日が入る年度は366）で除して1日平均乗車人員を求めており、計算で生じた小数点以下の値は切り捨てているため、定期外と定期の和は必ずしも合計と一致しない。
| 年度               | 国鉄 / JR東日本 | 埼玉高速鉄道 | 出典             |
| ------------------ | --------------- | ------------ | ---------------- |
| 1980年（昭和55年） | 4,676           | 未 開 業     |                  |
| 1981年（昭和56年） | 5,545           | 未 開 業     |                  |
| 1982年（昭和57年） | 5,527           | 未 開 業     |                  |
| 1983年（昭和58年） | 6,555           | 未 開 業     |                  |
| 1984年（昭和59年） | 6,958           | 未 開 業     |                  |
| 1985年（昭和60年） | 7,995           | 未 開 業     |                  |
| 1986年（昭和61年） | 8,995           | 未 開 業     |                  |
| 1987年（昭和62年） | 10,157          | 未 開 業     |                  |
| 1988年（昭和63年） | 13,241          | 未 開 業     |                  |
| 1989年（平成元年） | 15,104          | 未 開 業     |                  |
| 1990年（平成02年） | 17,119          | 未 開 業     |                  |
| 1991年（平成03年） | 18,796          | 未 開 業     |                  |
| 1992年（平成04年） | 20,489          | 未 開 業     |                  |
| 1993年（平成05年） | 21,479          | 未 開 業     |                  |
| 1994年（平成06年） | 22,318          | 未 開 業     |                  |
| 1995年（平成07年） | 22,994          | 未 開 業     |                  |
| 1996年（平成08年） | 23,419          | 未 開 業     |                  |
| 1997年（平成09年） | 23,582          | 未 開 業     |                  |
| 1998年（平成10年） | 23,681          | 未 開 業     |                  |
| 1999年（平成11年） | 23,885          | 未 開 業     | [ 埼玉県統計 1 ] |
| 2000年（平成12年） | 24,474          | [ 備考 1 ]   | [ 埼玉県統計 2 ] |

### 年度別1日平均乗車人員（2001年以降）
| 年度               | JR東日本 | JR東日本 | JR東日本 | 埼玉高速鉄道 | 出典              |
| 年度               | 定期外   | 定期     | 合計     | 埼玉高速鉄道 | 出典              |
| ------------------ | -------- | -------- | -------- | ------------ | ----------------- |
| 2001年（平成13年） | 7,181    | 16,939   | 24,121   | 8,501        | [ 埼玉県統計 3 ]  |
| 2002年（平成14年） | 7,598    | 16,607   | 24,206   | 9,146        | [ 埼玉県統計 4 ]  |
| 2003年（平成15年） | 8,007    | 16,621   | 24,629   | 9,602        | [ 埼玉県統計 5 ]  |
| 2004年（平成16年） | 8,282    | 16,859   | 25,141   | 10,253       | [ 埼玉県統計 6 ]  |
| 2005年（平成17年） | 8,758    | 17,227   | 25,806   | 10,799       | [ 埼玉県統計 7 ]  |
| 2006年（平成18年） | 9,281    | 18,271   | 27,553   | 12,149       | [ 埼玉県統計 8 ]  |
| 2007年（平成19年） | 9,507    | 18,726   | 28,233   | 12,313       | [ 埼玉県統計 9 ]  |
| 2008年（平成20年） | 9,632    | 19,211   | 28,844   | 12,573       | [ 埼玉県統計 10 ] |
| 2009年（平成21年） | 9,363    | 19,562   | 28,926   | 12,319       | [ 埼玉県統計 11 ] |
| 2010年（平成22年） | 9,217    | 20,046   | 29,263   | 12,344       | [ 埼玉県統計 12 ] |
| 2011年（平成23年） | 9,438    | 20,227   | 29,665   | 12,174       | [ 埼玉県統計 13 ] |
| 2012年（平成24年） | 9,829    | 21,202   | 31,032   | 12,745       | [ 埼玉県統計 14 ] |
| 2013年（平成25年） | 10,125   | 22,321   | 32,447   | 13,385       | [ 埼玉県統計 15 ] |
| 2014年（平成26年） | 10,535   | 22,530   | 33,065   | 13,857       | [ 埼玉県統計 16 ] |
| 2015年（平成27年） | 11,076   | 23,433   | 34,509   | 14,639       | [ 埼玉県統計 17 ] |
| 2016年（平成28年） | 11,230   | 23,724   | 34,954   | 15,225       | [ 埼玉県統計 18 ] |
| 2017年（平成29年） | 11,552   | 24,197   | 35,749   | 15,799       | [ 埼玉県統計 19 ] |
| 2018年（平成30年） | 11,747   | 24,876   | 36,623   | 16,493       | [ 埼玉県統計 20 ] |
| 2019年（令和元年） | 11,758   | 25,159   | 36,918   | 16,934       | [ 埼玉県統計 21 ] |
| 2020年（令和02年） | 8,075    | 20,537   | 28,612   | 13,179       | [ 埼玉県統計 22 ] |
| 2021年（令和03年） | 9,790    | 22,203   | 31,994   | 14,177       |                   |
| 2022年（令和04年） | 11,244   | 23,801   | 35,046   | 15,959       |                   |
| 2023年（令和05年） | 12,152   | 24,600   | 36,752   | 17,276       |                   |
| 2024年（令和06年） |          |          |          | 18,427       |                   |

備考
1. ↑  2001年3月28日開業。

## 駅周辺
駅付近に川口市とさいたま市緑区の市境が存在する。周辺は、東川口、戸塚となる。
当駅は「東」を名乗るが、京浜東北線川口駅や埼玉高速鉄道線川口元郷駅のある川口市の中心市街地から見ても、市域全体から見ても、または西川口駅から見ても、北方に位置している。
中心市街地からは、かなり離れた位置にあるが、周辺はベッドタウンとして住宅地が開発され、中心街とは別の独立した市街地を形成しており、北はさいたま市内に広がる。商店街は主に武蔵野線が当駅の南越谷寄りで跨ぐけやき通り（都市計画道路浦和東京線）に沿って位置している。ロータリーからは周辺の3大学（埼玉学園大学、浦和大学、目白大学）のスクールバスが発着している。
駅前には、埼玉高速鉄道線のトンネルを掘削する時に用いられたシールドマシンのカッターヘッド（レプリカ）が展示されている。

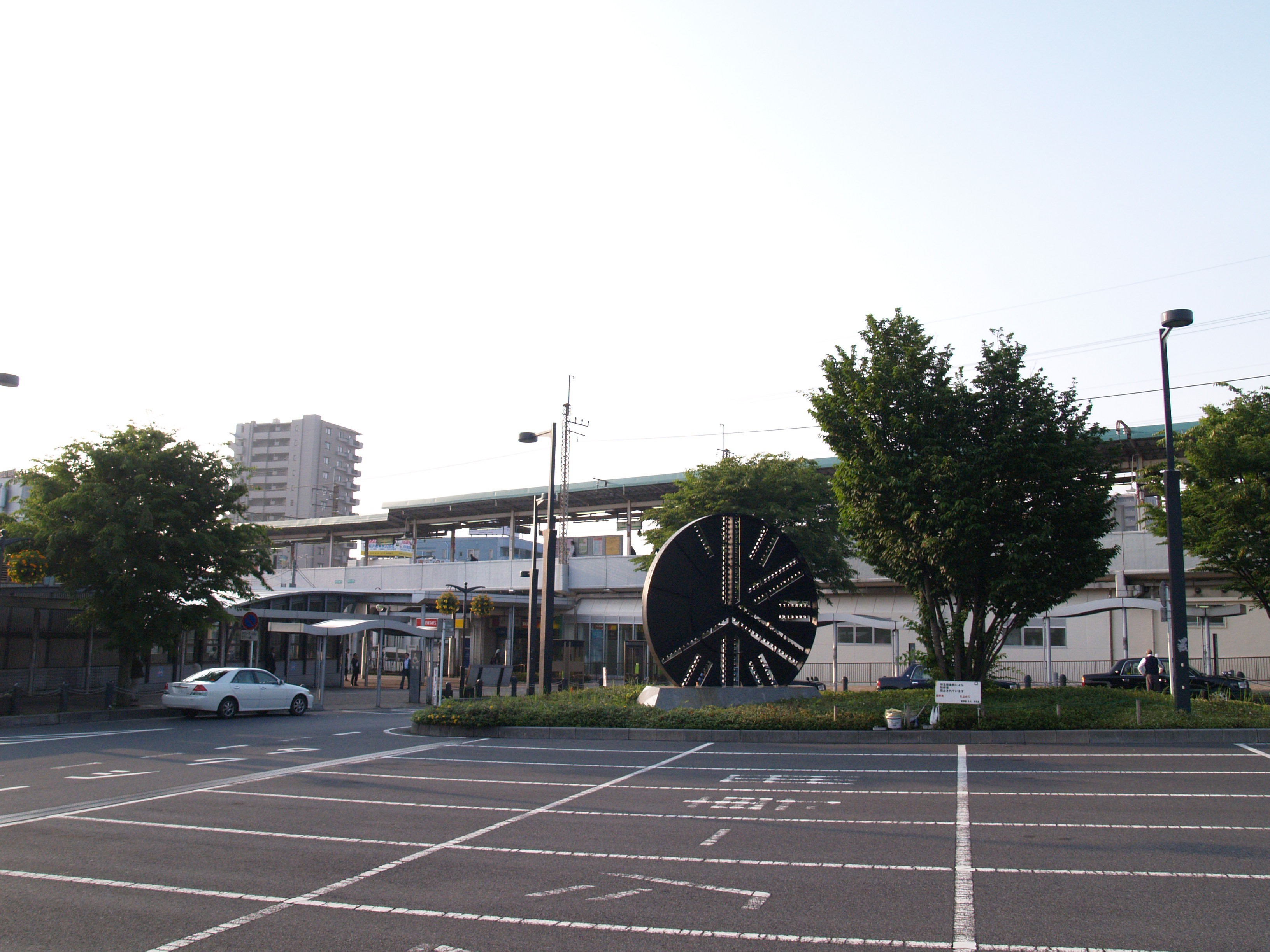
北口（2012年6月）
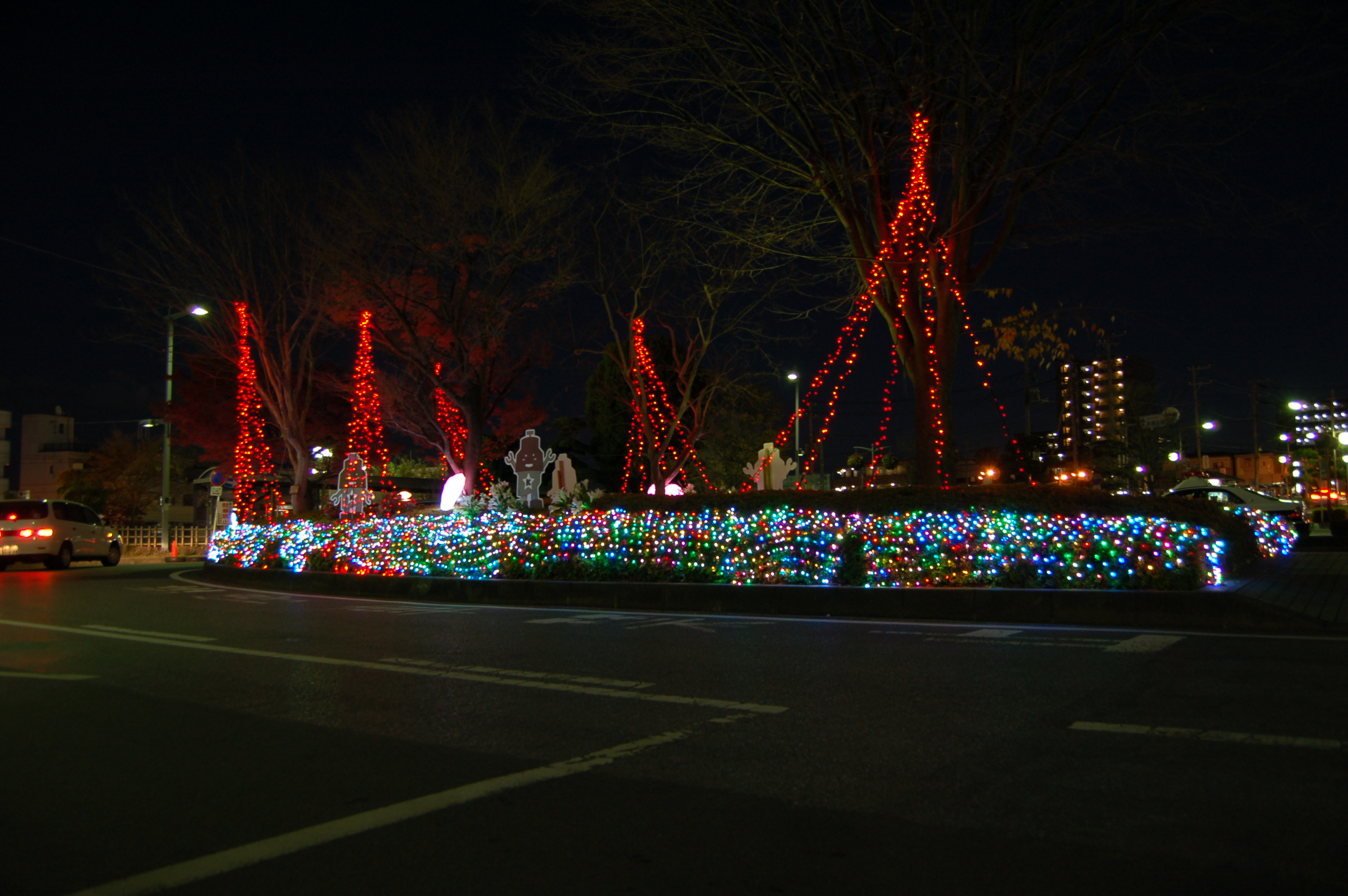
2012年11月から冬期間に開催されるイルミネーション

「東川口駅南口駅前広場」が、平成3年度手づくり郷土賞（素材部門）受賞。

### 行政
- 川口市役所東川口駅前行政センター
- 川口市立戸塚図書館
  - 川口市立戸塚公民館
- 川口市戸塚体育館
- 武南警察署東川口駅前交番

### 郵便局
- 東川口一郵便局
- 川口戸塚郵便局

### 金融機関
- 埼玉りそな銀行東川口支店
- 武蔵野銀行東川口支店
- 青木信用金庫戸塚支店
- 川口信用金庫東川口支店
- 城北信用金庫東川口支店

### 医療機関
- 東川口病院

### 商業施設
- 西友東川口店
- ベルク 川口差間店
- ジェーソン東川口店

## バス路線

### 北口
国際興業バスが運行する路線バスが発着する。
1番のりば
- 新越11：新越谷駅西口
- 越11：越谷駅西口
- 岩11・岩11-2・岩11-3：岩槻駅
- 東川90：浦和東高校

2番のりば
- 浦01：浦和駅東口
- 東川02：浦和東高校
- 東川81：さいたま東営業所

その他
赤羽駅東口発の深夜バス（「赤13」系統）の終点でもある（運行は川口営業所）。

### 南口
国際興業バスが運行する路線バスのほか、川口市が運営し国際興業バスが運行受託しているコミュニティバス（みんななかまバス）が発着する。
1番のりば
- 国際興業バス
  - 川20：川口駅東口
  - 東川03：新井宿駅
  - 東川05：差間循環
- みんななかまバス
  - 川口05：戸塚・安行循環（時計回り、反時計回り）

2番のりば（国際興業バス）
- 東川01：川口環境センター
- 西川04：西川口駅東口
- 東川84：鳩ヶ谷車庫（赤山）

その他
南浦和駅東口発の深夜バス（「南浦60」系統）の終点でもある。

## 隣の駅
東日本旅客鉄道（JR東日本）
 武蔵野線
南越谷駅 (JM 22) - 東川口駅 (JM 23) - 東浦和駅 (JM 24)
埼玉高速鉄道
 埼玉高速鉄道線
戸塚安行駅 (SR 24) - 東川口駅 (SR 25) - 浦和美園駅 (SR 26)

#### 広報資料・プレスリリースなど一次資料
1. ↑  “Suicaご利用可能エリアマップ（2001年11月18日当初）” (PDF).   東日本旅客鉄道. 2019年7月27日時点のオリジナルよりアーカイブ。2020年4月29日閲覧。

#### 利用状況に関する資料
JR東日本の2000年度以降の乗車人員
1. 1 2 3 4  各駅の乗車人員（2023年度） - JR東日本
2. ↑  各駅の乗車人員（2000年度） - JR東日本
3. ↑  各駅の乗車人員（2001年度） - JR東日本
4. ↑  各駅の乗車人員（2002年度） - JR東日本
5. ↑  各駅の乗車人員（2003年度） - JR東日本
6. ↑  各駅の乗車人員（2004年度） - JR東日本
7. ↑  各駅の乗車人員（2005年度） - JR東日本
8. ↑  各駅の乗車人員（2006年度） - JR東日本
9. ↑  各駅の乗車人員（2007年度） - JR東日本
10. ↑  各駅の乗車人員（2008年度） - JR東日本
11. ↑  各駅の乗車人員（2009年度） - JR東日本
12. ↑  各駅の乗車人員（2010年度） - JR東日本
13. ↑  各駅の乗車人員（2011年度） - JR東日本
14. 1 2 3  各駅の乗車人員（2012年度） - JR東日本
15. 1 2 3  各駅の乗車人員（2013年度） - JR東日本
16. 1 2 3  各駅の乗車人員（2014年度） - JR東日本
17. 1 2 3  各駅の乗車人員（2015年度） - JR東日本
18. 1 2 3  各駅の乗車人員（2016年度） - JR東日本
19. 1 2 3  各駅の乗車人員（2017年度） - JR東日本
20. 1 2 3  各駅の乗車人員（2018年度） - JR東日本
21. 1 2 3  各駅の乗車人員（2019年度） - JR東日本
22. 1 2 3  各駅の乗車人員（2020年度） - JR東日本
23. 1 2 3  各駅の乗車人員（2021年度） - JR東日本
24. 1 2 3  各駅の乗車人員（2022年度） - JR東日本

埼玉高速鉄道の1日平均利用客数
1. 1 2 3  “経営状況、輸送状況”.   埼玉高速鉄道. 2025年6月29日時点のオリジナルよりアーカイブ。2025年7月5日閲覧。
2. 1 2 3  “経営状況、輸送状況”.   埼玉高速鉄道. 2017年1月1日時点のオリジナルよりアーカイブ。2023年7月15日閲覧。
3. ↑  “経営状況、輸送状況”.   埼玉高速鉄道. 2018年1月8日時点のオリジナルよりアーカイブ。2023年7月15日閲覧。
4. ↑  “経営状況、輸送状況”.   埼玉高速鉄道. 2019年4月26日時点のオリジナルよりアーカイブ。2023年7月15日閲覧。
5. ↑  “経営状況、輸送状況”.   埼玉高速鉄道. 2020年4月5日時点のオリジナルよりアーカイブ。2023年7月15日閲覧。
6. ↑  “経営状況、輸送状況”.   埼玉高速鉄道. 2021年5月10日時点のオリジナルよりアーカイブ。2023年7月15日閲覧。
7. ↑  “経営状況、輸送状況”.   埼玉高速鉄道. 2022年4月14日時点のオリジナルよりアーカイブ。2023年7月15日閲覧。
8. ↑  “経営状況、輸送状況”.   埼玉高速鉄道. 2023年4月19日時点のオリジナルよりアーカイブ。2023年7月15日閲覧。
9. ↑  “経営状況、輸送状況”.   埼玉高速鉄道. 2023年7月15日時点のオリジナルよりアーカイブ。2023年7月15日閲覧。
10. ↑  “経営状況、輸送状況”.   埼玉高速鉄道. 2024年6月28日時点のオリジナルよりアーカイブ。2024年6月29日閲覧。

JR・地下鉄の統計データ
1. 1 2  川口市統計書 - 川口市

埼玉県統計年鑑
1. ↑  平成12年
2. ↑  平成13年
3. ↑  平成14年
4. ↑  平成15年
5. ↑  平成16年
6. ↑  平成17年
7. ↑  平成18年
8. ↑  平成19年
9. ↑  平成20年
10. ↑  平成21年
11. ↑  平成22年
12. ↑  平成23年
13. ↑  平成24年
14. ↑  平成25年
15. ↑  平成26年
16. ↑  平成27年
17. ↑  平成28年
18. ↑  平成29年
19. ↑  平成30年
20. ↑  令和元年
21. ↑  令和2年
22. ↑  令和3年